# Jeroni Rosselló
Jeroni Rosselló Ribera, né à Palma de Majorque en 1827 et mort dans la même ville en 1902, est un écrivain baléare de langue catalane.

## Biographie
Il étudie à l’Institut baléare et à l’université de Barcelone dont il est licencié en droit.
Il participe à de nombreuses reprises aux Jeux floraux de Barcelone, en qualité de candidat, organisateur ou président. En 1862 il est nommé maître en gai savoir, récompense la plus prestigieuse des jeux. Il collabore dans les publications Museo Balear, La Roqueta, Calendari Català et Lo Gay Saber.

## Œuvre
Ses premiers livres, Hojas y flores (1853) et Ecos del Septentrión (1857), sont rédigés en castillan. C’est à la suite de ses contacts avec le mouvement de la Renaixença qu’il commence à écrire en catalan. Sous le pseudonyme de « lo joglar de Maylorha », il publie différents romans historiques. Il écrit également Lo cançoner de Miramar, resté inédit. Il est le premier à projeter l’édition en catalan de l’œuvre de Raymond Lulle (publication des Obres rimades en 1859). Il publie deux anthologies de poésie baléare, Poetas de las islas Baleares (1863) et Flors de Mallorca (1873), en castillan et catalan respectivement. La seconde réunit tous les poètes majorquins ayant jusqu'alors participé aux Jeux floraux de Barcelone.